# Boroneddu
Boroneddu (sardisk: Boronèddu) er en by og en kommune (comune) i provinsen Oristano i regionen Sardinien i Italien. Byen ligger i 206 meters højde og har 149 indbyggere (2016). Kommunen har et areal på 4,59 km² og grænser til kommunerne Ardauli, Ghilarza, Neoneli, Nughedu Santa Vittoria, Soddì, Sorradile, Tadasuni og Ula Tirso.